# Carl Johans park

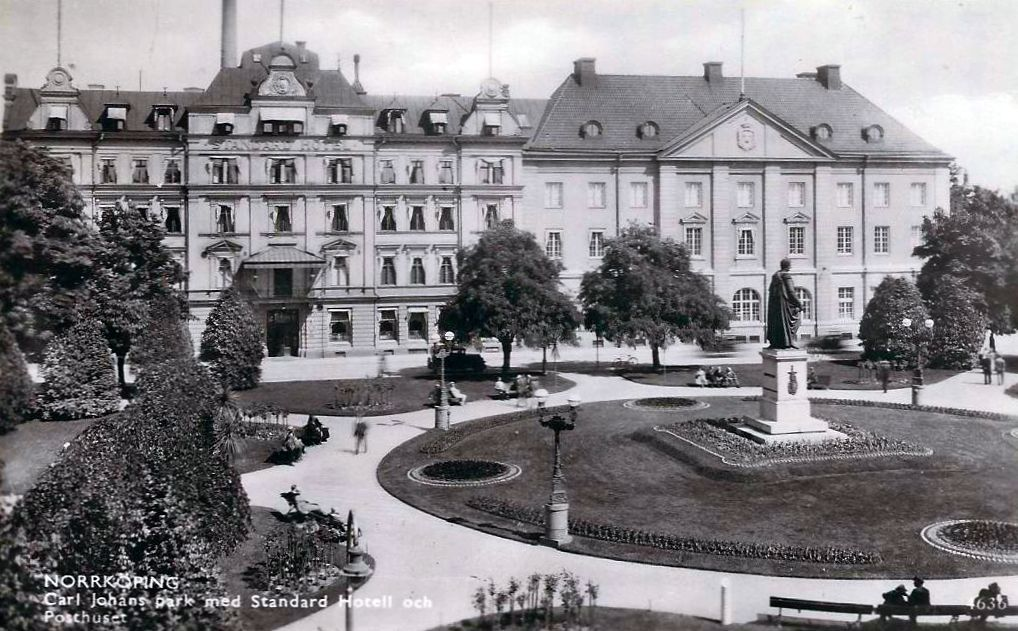
Standard Hotel och Riksbankens hus vid Drottninggatan. Fotot taget efter 1916.

Carl Johans park är en park i Norrköping som skapades 1887 genom en omgestaltning av Carl Johans torg, tidigare Saltängstorget. I parken finns sedan 1926 motivrabatten Kaktusplanteringen med olika motiv varje år  . 
Parken har, liksom torget den ersatte, sitt namn efter Karl XIV Johans staty i brons av Ludwig Schwanthaler. Statyn modellerades av Schwanthaler i München och göts av Ferdinand von Miller den äldre. Den restes 1846 på initiativ av borgare i staden, bland andra John Swartz.
Statyn avbildar kungen i marskalkdräkt och med lagerkransat huvud. Den invigdes den 20 oktober 1846 i närvaro av Oscar I, drottning drottning och änkedrottning Desideria. En medalj präglades till minne av festligheterna.

## Historik
Carl Johans park var ursprungligen Saltängstorget, Norrköpings andra torg efter Gamla torget i Gamla staden. Det benämndes Nya torget och låg i Nya staden (senare Saltängen), den stadsdel som etablerades norr om Motala ström på 1610-talet på initiativ av hertig Johan av Östergötland. Torget kallades senare Saltängstorget och blev marknadsplats för ullhandel som låg till grund för uppbyggnaden av stadens textilindustri. Vid torget uppfördes bland annat Ullmagasinet, vilket under andra hälften av byggdes om till stadens telegrafstation och postkontor. 
Mellan det kullerstensbelagda torget och centralstationen anlades på 1870-talet Järnvägsparken som den första parken i Norrköping. Detta skedde med finansiering av grosshandlaren och stadsfullmäktigeordföranden John Philipson. Carl Johans park omfattade från början 1887 bara det kvadratiska Carl Johanstorget, utvidgad strax efteråt med markbiten söder on torget, mellan Bråddgatan och Motala ström, som fick det folkliga namnet Samarien.
Så småningom parken byggs samman till en större park också med Järnvägsparken och med Götaparken, som anlagts omedelbart väster om Järnvägsparken, samt Olof Palmes park omedelbart väster om Göta park på kvartersmark för den tidigare Gästgiveri- och Skjutsinrättniongen.
Parken hette ursprungligen Karl Johans park, senare Carl Johansparken och heter sedan 1999 Carl Johans park.

## Parkens utformning
Den nordöstra delen, så småningom benämnd Järnvägsparken, utformades på 1850-talet som stadens första park.
Den södra delen, det tidigare Carl Johans torg, ritades av stadsarkitekten Carl Theodor Malm. Parken försågs med gräsmattor, gångar i symmetriska mönster, ovanliga träd och rabatter. Runt statyn gjordes rabatter med växter som taklök, sedum och echeveria. På statyns södra sida formades blommorna till Norrköpings gamla stadsvapen. I parkens södra del mot Bråddgatan fanns rabatter i form av blomsterarabesker. Med tiden kom vapenmönstret att istället planteras i en av mittenrundlarna där. Efter hand ökade planteringen av kaktusar och fetbladsväxter och från 1926 kar årligen anlagts mönsterplaneringar med olika temata varje år.
På östra sidan Drottninggatan mot Norra Promenaden fanns från senare delen av 1800-talet en park, som från 1999 hette Sveaparken. Den utgjorde i slutet av 1800-talet, tillsammans med Götaparken och Järnvägsparken, Stadsparken. Denna parkyta har 2012 genom ny detaljplan ändrats till torg och byggtomter, och samma år namnändrades platsen söder om Slottsgatan till Sveaplatsen.

## Byggnader runt parken
- Ringborgska huset
- Gamla stadshuset
- Stora hotellet
- Standard hotel
- Riksbankens hus

## Bildgalleri

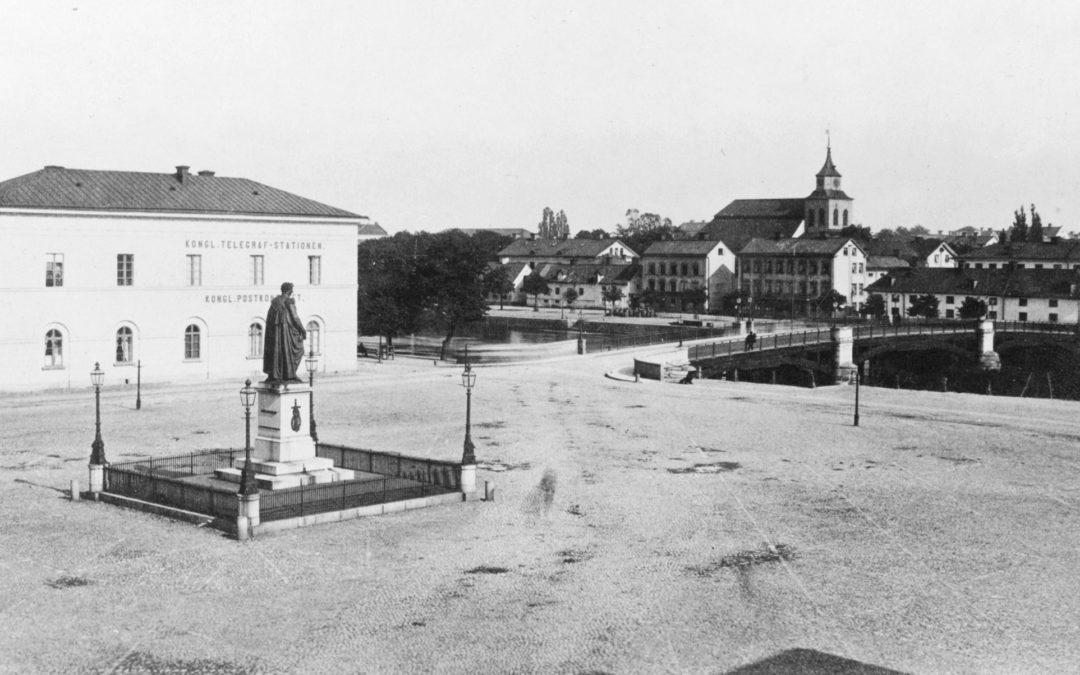
Carl Johans torg, 1880-talet, före 1887, Bakom statyn av Karl XIV Johan syns det ombyggda Ullmagasinet med Telegrafstationen och Postkontoret. I bakgrunden ses Oscar Fredriks bro, Hamngatan och Hedvigs kyrka.
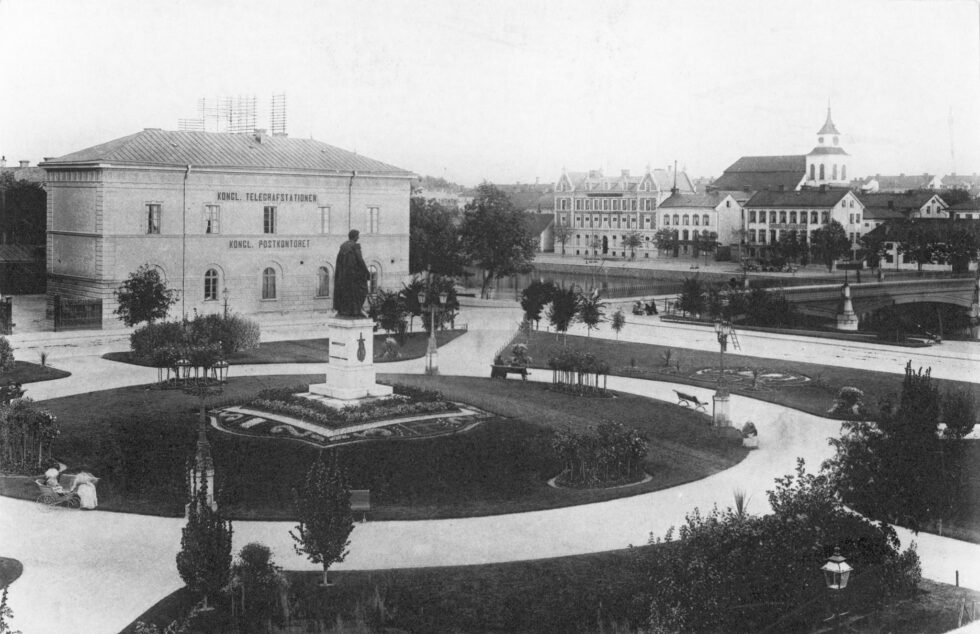
Carl Johans park, 1890-tal
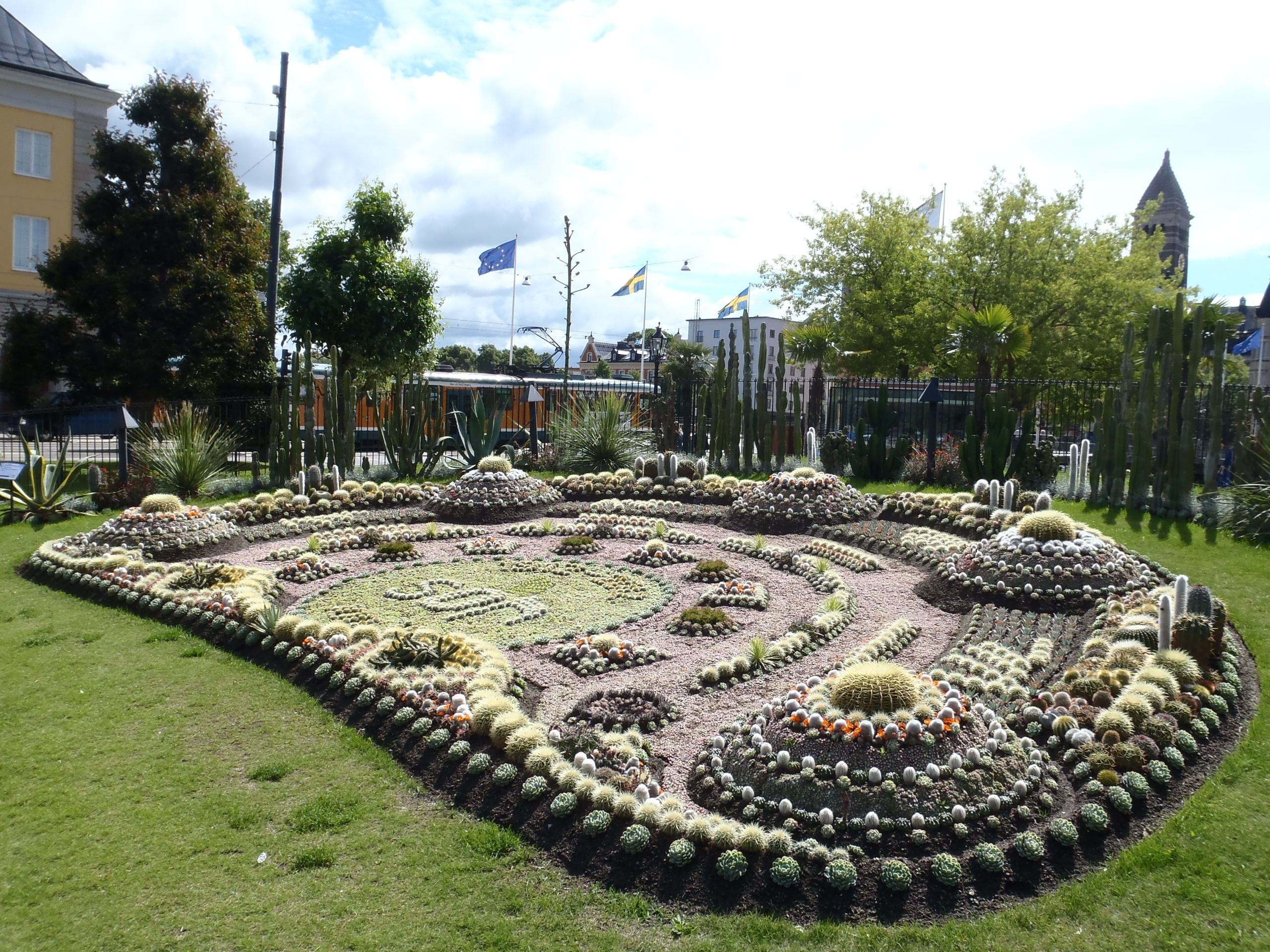
Kaktusplanteringen, 2012
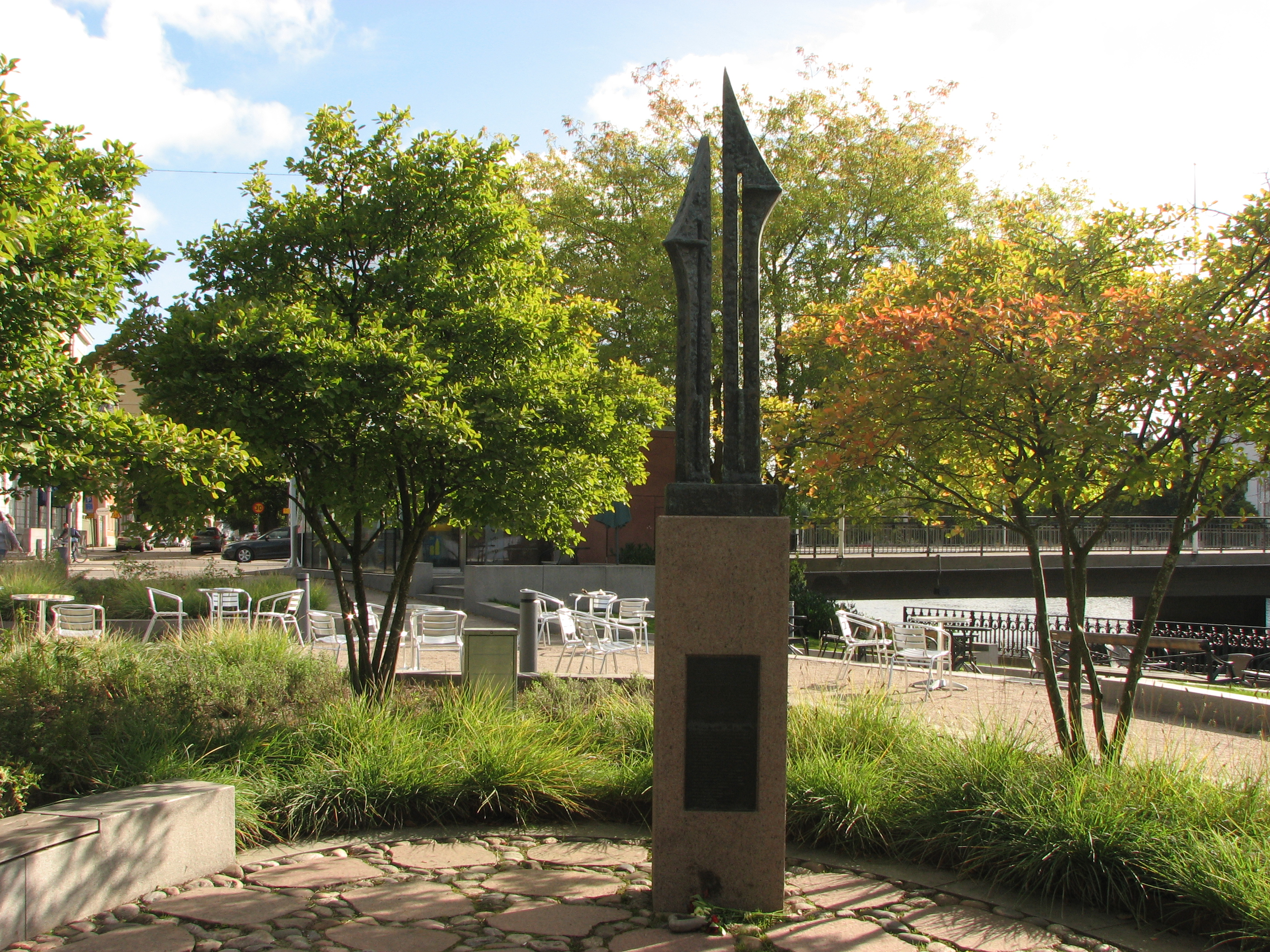
Estoniamonumentet av Bo Olls